# Guisanplatz (Arosa)

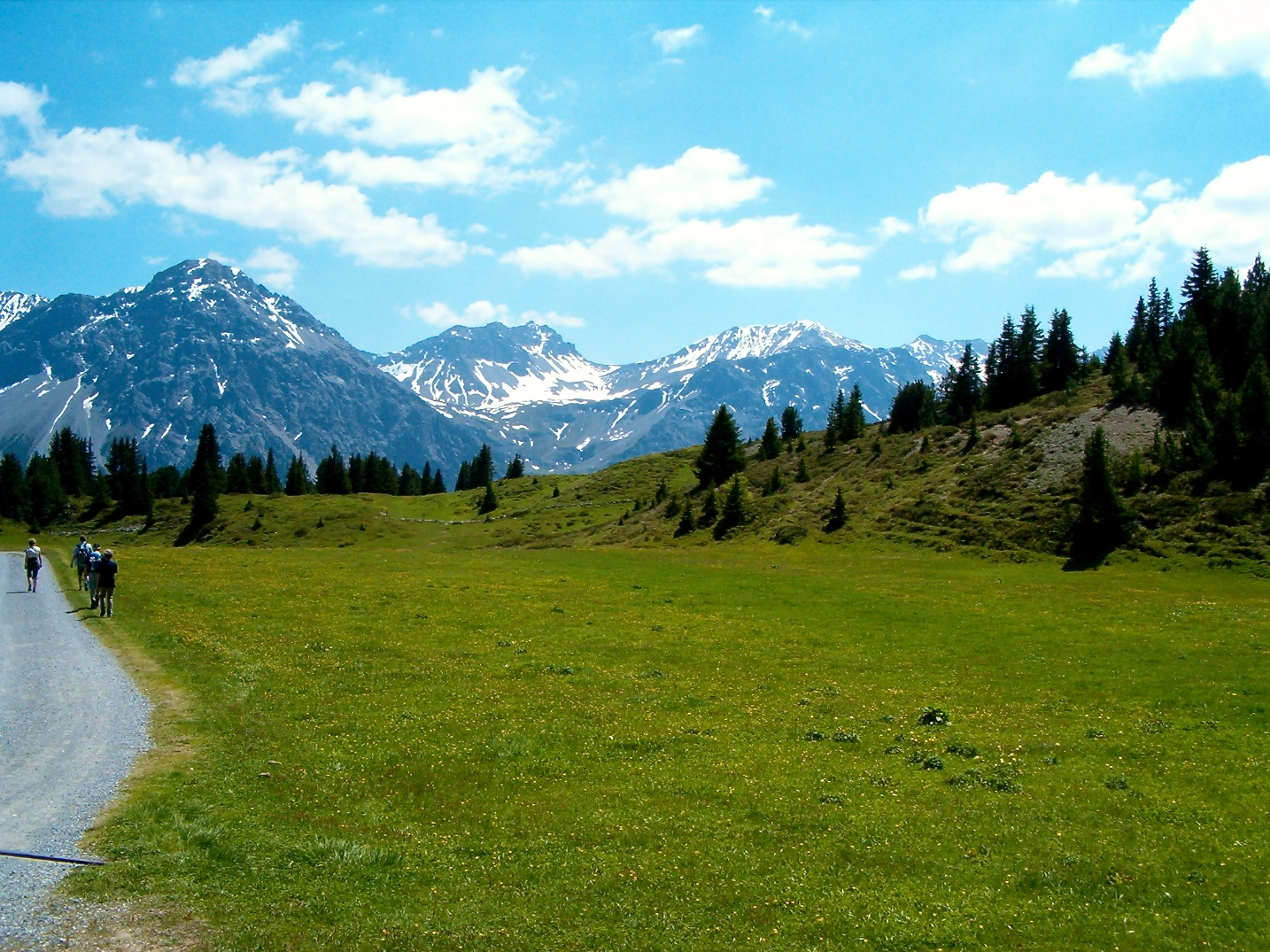
Guisanplatz mit Grenzmauer im Hintergrund

Der Guisanplatz ist eine Geländefläche oberhalb von Arosa, auf welcher der Schweizer Weltkriegs-General Henri Guisan am Schweizer Bundesfeiertag 1940 eine grossangelegte Truppeninspektion vornahm. 

## Lage und Beschreibung
Das ursprünglich „Unterer Sandboden“ genannte Gebiet liegt direkt am Schanfigger Höhenweg zwischen Maran und dem Ober Prätschsee beim Punkt 1985, wo sich der Bergwanderweg Richtung Scheidegg vom Höhenweg trennt. Es handelt sich um eine mehr oder weniger ebene Grasfläche von einigen Hundert Quadratmetern Ausmass, die keine bleibenden baulichen Veränderungen erfahren hat. Winters führt eine präparierte Skipiste vom Brüggerhorn her über den Guisanplatz Richtung Prätschli. Der Ort befindet sich unmittelbar hinter der historischen steinernen Grenzmauer zu Arosa auf dem Gebiet der ehemaligen Gemeinde Peist.

## Geschichte

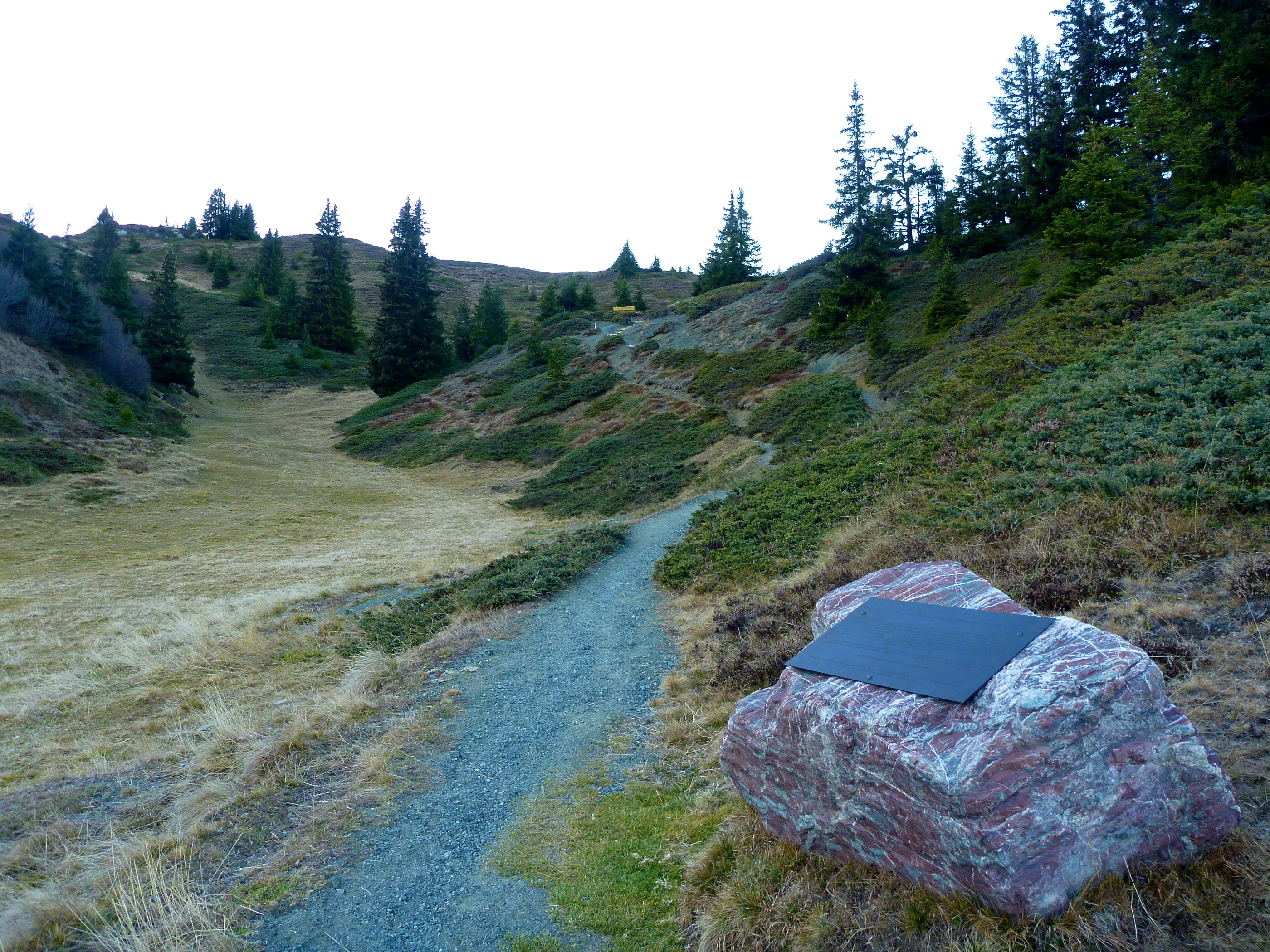
Gedenkstein und -tafel beim Guisanplatz

Seit Ausbruch des Zweiten Weltkriegs führte die Infanterie-Rekrutenschule II/6 der Schweizer Armee, deren Schulkommando unter Oberstleutnant Keller im Aroser Hotel «Merkur» untergebracht war, im obersten Schanfigg praktisch pausenlos Truppenübungen mit scharfer Munition durch. Dies führte im Kurort Arosa zu einiger Missstimmung, da man fürchtete, der Schiesslärm würde die ohnehin nur spärlich anwesenden Gäste vertreiben. 
Ende Juli 1940 versammelten sich die Infanterie-Verbände der gesamten damaligen Gebirgsbrigade 12 unter dem Kommando von Rudolf von Erlach, einem Schwiegersohn von Theophil Sprecher von Bernegg, nach Abschluss einer grösseren Felddienstübung mit sämtlichen Waffen im Raum Arosa. Die Truppen errichteten im Gebiet um den Guisanplatz für zwei Tage ein grosses Feldlager. Am 1. August 1940 – eine Woche nach dem Rütlirapport – erschien General Guisan erstmals zu einem Truppenbesuch im Kanton Graubünden. Seine Anwesenheit diente insbesondere auch dem Zweck der Hebung der Moral bei Truppe und Einheimischen. Guisan beabsichtigte deshalb, den Bundesfeiertag zusammen mit seinen Soldaten, den lokalen Behörden sowie der ansässigen Bevölkerung zu feiern. 
Am Vormittag, nach einem Feldgottesdienst, zeigte man ihm verschiedene Truppenübungen, samt Wettkämpfen auf einer Kampfbahn vor improvisiertem Amphitheater, bevor er gegen Mittag offiziell von den Regierungen der Kantone Graubünden und Glarus sowie dem Gemeinderat Arosa empfangen wurde. Neben dem Regimentsspiel machten dem General auch die Aroser Chöre und Trachtengruppen sowie eine Mädchen-Pfadfinderabteilung ihre Aufwartung. Am Nachmittag führte die Truppe auf einer eigens eingerichteten Kampfbahn und vor einer grossen Zuschauermenge ihre militärischen Einzelmeisterschaften durch. Nach dem Eindunkeln leuchteten auf den umliegenden Gipfeln der Aroser Dolomiten bei bestem Wetter zahlreiche Höhenfeuer auf, die von der Truppe selbst wie auch von Mitgliedern der lokalen Sektion des Schweizer Alpen-Clubs entfacht worden waren. Am folgenden Tag war die Inspektion vorbei, und der General zog sich wieder aus dem Schanfigg zurück.
Eine auf einen Felsblock montierte Gedenktafel erinnert heute vor Ort an das historische Ereignis. Daneben finden sich im Aroser Talkessel noch immer Spuren der sich übungshalber eingegrabenen Truppen des Zweiten Weltkriegs.

## Weblink
Koordinaten: 46° 47′ 56,2″ N, 9° 40′ 36,1″ O; CH1903: 770834 / 185522